# Biermes
Biermes település Franciaországban, Ardennes megyében. Lakosainak száma 314 fő (2022. január 1.). Biermes Perthes, Rethel, Sault-lès-Rethel és Thugny-Trugny községekkel határos.

## Népesség
A település népességének változása:
| Lakosok száma | 195  | 272  | 272  | 253  | 278  | 293  | 307  | 307  | 310  | 314  |
|               | 1968 | 1982 | 1990 | 2006 | 2013 | 2015 | 2017 | 2019 | 2020 | 2022 |